# Carlos Fernández Bielsa
Carlos Fernández Bielsa   (València, 25 de setembre de 1981), és un polític valencià, diputat de la Diputació de València des del 2019 i alcalde de Mislata (l'Horta Sud) des del 2011.

## Biografia
Llicenciat en Administració i Direcció d'Empreses per la Universitat Jaume I de Castelló de la Plana de la qual arriba a ser President del Consell d'Alumnes de la pròpia Universitat el 2002. Va treballar com a assessor financer en Mediterranean Shipping Company València, abans d'orientar la seua carrera cap a la política.
Amb 29 anys lidera la candidatura municipal del Partit Socialista del País Valencià (PSPV-PSOE) i accedeix a l'alcaldia de Mislata, municipi de més de 43.000 habitants d'on és originari, després de guanyar les eleccions municipals del 2011 per majoria absoluta amb el 44,36% dels vots emesos. El PSPV-PSOE obté així 11 regidors, el Partit Popular (PP) 9 i Esquerra Unida del País Valencià un.
Torna a presentar-se el 2015 i revalida el mandat amb el 57,22% dels vots. En aquesta ocasió, el PSPV-PSOE obté 14 regidors, PP obté 5 regidors i Compromís i Ciutadans un regidor respectivament. Aquest mateix any (23 de setembre del 2015) és elegit President de la Mancomunitat Intermunicipal de l'Horta Sud, una entitat supramunicipal que aglutina a 20 municipis i representa a quasi mig milió d'habitants.
En les eleccions municipals del 2019 el PSPV-PSOE de Mislata torna a guanyar les eleccions amb el 62,63% dels vots, convertint-se de nou en Alcalde de Mislata per 4 anys més. El PSPV-PSOE de Mislata obté 15 regidors, PP obté 3 regidors i Compromís, Ciutadans i Vox un regidor cadascun.
Aqueix mateix any, el 10 de juliol, Bielsa pren possessió en sessió plenària del seu càrrec com a diputat provincial de la Diputació de València pel partit judicial de València, sent designat Vicepresident tercer i responsable de l'Àrea de Cooperació Municipal, Coordinació Institucional i Cohesió Territorial.

### Líder provincial
A nivell orgànic del seu propi partit el 28 de juliol del 2017 Ximo Puig, secretari general del PSPV-PSOE i president de la Generalitat Valenciana, el tria membre de la seua Comissió Executiva, sent nomenat Secretari de Relacions Institucionals i Acció Territorial. En 2022 decideix disputar-li en primàries la secretaria general del partit a la província de València a l'aleshores líder Mercedes Caballero del sector abalista, enfrontat amb el sector oficialista de Puig. Fernández Bielsa obté més del 80% dels vots i es converteix així amb el secretari general del PSPV-PSOE a la província de València.
El 2023 es celebren eleccions tant a les Corts com als ajuntament del País Valencià. El PSPV perd la presidència de la Generalitat i a la Diputació de València queda oberta la possibilitat de mantenir el govern però un pacte in extremis del PP amb Ens Uneix, partit escindit del PSPV liderat per l'expresident de la diputació Jorge Rodríguez, ho impedeix. Fernández Bielsa no aconsegueix retindre la darrera institució que li quedava al PSPV després de la ensulsida electoral d'aquell any i es manté com a líder de l'oposició al govern provincial presidit per Vicente Mompó.
Bielsa inicia una carrera per a la successió del líder Ximo Puig que el porta a presentar-se a les primàries de febrer de 2024 per a la secretaria general del PSPV-PSOE, enfrontant-se a Alejandro Soler (líder provincial a Alacant) i Diana Morant (ministra al govern espanyol i candidata oficialista de Puig). Finalment aquesta darrera es proclamada nova secretària general després de pactar la incorporació de la resta de candidatures a l'executiva nacional del partit. Bielsa ocuparà la vicesecretaria general.
Poc més d'un any després, el març de 2025, revalida la secretaria provincial del PSPV davant d'unes primàries que l'enfrontaren a l'alcalde de Riba-roja de Túria Robert Raga, considerat del sector de Morant, i queda fóra de la executiva nacional del partit donada la incompatibilitat dels dos càrrecs.